# Liste der Werke von Karl Reinecke-Altenau
Diese Listen bieten eine Übersicht über die Werke des Künstlers Karl Reinecke-Altenau.

## Ölgemälde
| Beschreibung                                                         | Format B × H     | Jahr         | Bild | Verbleib/Bemerkungen                       |
| -------------------------------------------------------------------- | ---------------- | ------------ | ---- | ------------------------------------------ |
| Porträt eines russischen Soldaten                                    | Unbekannt        | 1917         |      | unbekannt                                  |
| Dr alde Schpinne, Öl auf Leinwand                                    | 20 × 26 cm       | 1917         |      | unbekannt                                  |
| Bruchweiden im schmelzenden Schnee                                   | 75,5 × 66,2 cm   | vor 1921     |      | Privatbesitz                               |
| Skiläufer im Abendrot, Öl auf Leinwand                               | 95 × B 77,5 cm   | 1921         |      | Heimatstube Altenau                        |
| Oberharzer Landschaft, Öl auf Karton                                 | 45,5 × 36 cm     | 1921         |      | Heimatstube Altenau                        |
| Blick zum Brocken, Öl auf Leinwand                                   | 89 × 79 cm       | 1920er Jahre |      | Ringhotel Braunschweiger Hof, Bad Harzburg |
| Sturmfichten, Öl auf Leinwand                                        | 101 × 85,5 cm    | 1920er Jahre |      | Privatbesitz                               |
| Oberharzer Landschaft                                                | 91 × 69 cm       | 1920         |      | Privatbesitz                               |
| Landschaft mit Pärchen                                               | 91 × 69 cm       | 1920         |      | Privatbesitz                               |
| Zwei Skiläufer im Oberharz                                           | 92 × 72 cm       | 1924         |      | Privatbesitz                               |
| Verschneite Dolomitenlandschaft                                      | 72 × 92 cm       | 1924         |      | Privatbesitz                               |
| Parzival                                                             | 72 × 87 cm       | 1925         |      | Heimatstube Altenau                        |
| Porträt Ursula Reinecke mit Puppe                                    | 67 × 65 cm       | 1925         |      | Privatbesitz                               |
| Porträt Ursula Reinecke mit rotem Ball                               | 67 × 65 cm       | 1926         |      | Privatbesitz                               |
| Porträt Ursula Reinecke mit Buch                                     | 70 × 70,4 cm     | 1925         |      | Heimatstube Altenau                        |
| Porträt Karl August Reinecke                                         | 64 × 61,5 cm     | 1925         |      | Heimatstube Altenau                        |
| Essenspause im Schacht                                               | 44 × 55 cm       | 1925         |      | unbekannt                                  |
| Vor Ort im Kaiser Wilhelm Schacht                                    | 69 × 69,1 cm     | 1925         |      | unbekannt                                  |
| Stadtansicht vor Bergwald                                            | 64 × 63,5 cm     | 1925         |      | unbekannt                                  |
| Oberharzer Sturmfichten                                              | 92,5 × 119 cm    | 1925         |      | unbekannt                                  |
| Blick zum Brocken im Winter                                          | 70,5 × 78 cm     | 1925         |      | unbekannt                                  |
| Bergstraße in Altenau                                                | 76 × 76 cm       | 1925         |      | Privatbesitz                               |
| Drei wettergezeichnete Bäume                                         | 74 × 84,5 cm     | 1925         |      | Ringhotel Braunschweiger Hof, Bad Harzburg |
| Blick auf Lerbach                                                    | 67,5 × 71 cm     | 1925         |      | Privatbesitz                               |
| Brockenlandschaft                                                    | 61 × 65 cm       | 1925         |      | Privatbesitz                               |
| Stauteich                                                            | 51 × 56 cm       | 1925         |      | Privatbesitz                               |
| Blick vom Rothenberg nach Altenau                                    | 58 × 61 cm       | 1925         |      | Privatbesitz                               |
| Blick vom Herzberg auf Goslar                                        | 99 × 84 cm       | 1925         |      | Goslarsche Zeitung                         |
| Blick durch den Wald auf den Brocken                                 | 98 × 118 cm      | 1925         |      | Goslarsche Zeitung                         |
| Oberharzer Landschaft mit Brocken                                    | unbekannt        | 1925         |      | unbekannt                                  |
| Holzbrücke über Fluss                                                | unbekannt        | 1925         |      | unbekannt                                  |
| Blick in ein Harzer Tal mit Siedlung                                 | unbekannt        | 1925         |      | unbekannt                                  |
| Die Innerste                                                         | 76 × 93 cm       | 1926         |      | Goslarsche Zeitung                         |
| Harzer Landschaft                                                    | 37,4 × 45,2 cm   | 1926         |      | Privatbesitz                               |
| Blick zum Achtermann                                                 | 58 × 62 cm       | 1926         |      | Privatbesitz                               |
| Harzlandschaft mit Jäger                                             | 48,5 × 55 cm     | 1926         |      | Privatbesitz                               |
| Hochsitz am Grotenberg bei Goslar                                    | 60 × 70 cm       | 1926         |      | Unbekannt                                  |
| Blick zum Brocken                                                    | Unbekannt        | 1926         |      | Unbekannt                                  |
| Bergwiesenmäher                                                      | 63 × 47 cm       | 1928         |      | Heimatstube Altenau                        |
| Skiläufer am Hang                                                    | 65,5 × 59,5 cm   | 1928         |      | Oberharzer Bergwerksmuseum                 |
| Harzblick                                                            | 51 × 55 cm       | 1928         |      | Oberharzer Bergwerksmuseum                 |
| Harzlandschaft                                                       | 42 × 47 cm       | 1928         |      | Oberharzer Bergwerksmuseum                 |
| Blick von einer Halse auf den Herzberg bei Goslar                    | 61 × 66,5 cm     | 1928         |      | Goslarer Museum                            |
| Mittelstück der Ratsgrube                                            | 89,5 × 99,3 cm   | 1928         |      | Goslarer Museum                            |
| Blick von den Halden auf Goslar                                      | 68,5 × 73,6 cm   | 1928         |      | Goslarer Museum                            |
| Goslar im Kranze seiner Berge                                        | 117,5 × 148,7 cm | 1928         |      | Goslarer Museum                            |
| Feierabend                                                           | 74,5 × 68,8 cm   | 1928         |      | Oberharzer Bergwerksmuseum                 |
| Holzhauerstudie                                                      | 61,5 × 46,5 cm   | 1928         |      | Heimatstube Altenau                        |
| Baskische Angler                                                     | 65,2 × 60 cm     | 1928         |      | Unbekannt                                  |
| Holzhauer mit Hut, Pfeife und Gepäck                                 | Unbekannt        | 1929         |      | Unbekannt                                  |
| Vorfrühling Im Oberharz                                              | 126 × 72 cm      | 1929         |      | Heimatstube Altenau                        |
| Startplatz                                                           | Unbekannt        | 1929         |      | Unbekannt                                  |
| Winterwald                                                           | Unbekannt        | 1929         |      | Unbekannt                                  |
| Heumacherinn                                                         | Unbekannt        | 1929         |      | Unbekannt                                  |
| Kuhherde Im Oberharz                                                 | Unbekannt        | 1929         |      | Unbekannt                                  |
| Die Bruchbergfrau                                                    | Unbekannt        | 1929         |      | Unbekannt                                  |
| Toter Hirsch                                                         | 66 × 75,2 cm     | 1929         |      | Heimatstube Altenau                        |
| Verschneite Winterlandschaft                                         | 67 × 57 cm       | 1929         |      | Heimatstube Altenau                        |
| Verendeter Hirsch                                                    | 75 × 90 cm       | 1929         |      | Privatbesitz                               |
| Südländischer Mäher                                                  | 51 × 57 cm       | 1929         |      | Privatbesitz                               |
| Spanische Stadtansicht                                               | 57 × 64 cm       | 1929         |      | Privatbesitz                               |
| Villa Annenhöhe in Altenau                                           | Unbekannt        | 1920er       |      | Unbekannt                                  |
| Porträt Gertrud Reinecke                                             | 60,4 × 50,7 cm   | 1920er       |      | Heimatstube Altenau                        |
| Porträt August Vahlbrauck                                            | 40 × 36 cm       | 1920er       |      | Unbekannt                                  |
| SchiKlub Hannover 1896                                               | 73 × 82,9 cm     | 1920er       |      | Goslarer Museum                            |
| Schweitzer Haus                                                      | 24,2 × 29,5 cm   | 1920er       |      | Privatbesitz                               |
| Ochsenberg/Kellwasser                                                | Unbekannt        | 1920er       |      | Unbekannt                                  |
| Pausierender Skiläufer                                               | 68,8 × 82,8 cm   | 1920er       |      | Goslarer Museum                            |
| Skiläufer im Wald                                                    | 84 × 75 cm       | 1920er       |      | Unbekannt                                  |
| Oderbrück im Schnee                                                  | Unbekannt        | 1920er       |      | Unbekannt                                  |
| Blick auf den Brocken                                                | Unbekannt        | 1920er       |      | Oberharzer Bergwerksmuseum                 |
| Blick auf den Achtermann                                             | Unbekannt        | 1920er       |      | Unbekannt                                  |
| Kuhherde im Oberharz                                                 | 74 × 84,5 cm     | 1928         |      | Privatbesitz                               |
| Der Altenauer Kuhirte Biermann mit seiner Herde                      | 67 × 73,5 cm     | 1928         |      | Oberharzer Bergwerksmuseum                 |
| Blick in den Vorharz                                                 | 73,7 × 69,8 cm   | Um 1930      |      | Oberharzer Bergwerksmuseum                 |
| Brennholzträger                                                      | 66,7 × 61,7 cm   | Unbekannt    |      | Oberharzer Bergwerksmuseum                 |
| Porträt von Reineckes Mutter                                         | 53,5 × 49 cm     | Vor 1934     |      | Privatbesitz                               |
| Wahlkampf in einer Großstadt                                         | 107 × 113 cm     | 1930         |      | Unbekannt                                  |
| Landschaftsstudie                                                    | Unbekannt        | 1930         |      | Unbekannt                                  |
| Bildnis meiner Mutter                                                | 58 × 63 cm       | 1930         |      | Privatbesitz                               |
| SA-Aufmarsch                                                         | 84,2 × 80 cm     | 1933         |      | Privatbesitz                               |
| Kampf auf der Straße                                                 | 90 × 95 cm       | 1935/36      |      | Privatbesitz                               |
| Jägershaus zwischen Hainberg und Volkersheim                         | 83 × 73,5 cm     | 1936         |      | Privatbesitz                               |
| Aussicht vom Jagdhaus Hubertus                                       | 94 × 120 cm      | 1935         |      | Unbekannt                                  |
| Im Leinetal zwischen Greene und Freden                               | 90 × 95 cm       | 1938         |      | Privatbesitz                               |
| Die Odertalsperre                                                    | 90 × 123 cm      | 1939         |      | Goslarer Museum                            |
| Die bunte Stadt am Harz (Osterode)                                   | 93,5 × 119 cm    | 1939         |      | Unbekannt                                  |
| Drei Mäher (1. Version)                                              | 63,7 × 57,7 cm   | 1937         |      | Heimatstube Altenau                        |
| Drei Mäher (2. Version)                                              | Unbekannt        | 1937         |      | Unbekannt                                  |
| Lüchtringen an der Weser                                             | 89,5 × 93,5 cm   | 1934/35      |      | Privatbesitz                               |
| Blick über den Oberharz zum Brocken und zum Bruchberg                | 100 × 130 cm     | 1937         |      | Privatbesitz                               |
| Blick vom Rothenberg auf Altenau                                     | Unbekannt        | 1937         |      | Unbekannt                                  |
| Oderteich                                                            | 74 × 78 cm       | 1940er       |      | Privatbesitz                               |
| Altenau im Schnee (Oberstraße mit Schwarzenberg)                     | 94,8 × 120 cm    | 1940         |      | Privatbesitz                               |
| Altenau im Schnee (Sankt Nikolai Kirche und Mühlenberg)              | 89 × 94 cm       | 1940         |      | Heimatstube Altenau                        |
| Altenau im Schnee (Bornkappe und Schwarzenberg)                      | 69,5 × 75 cm     | 1940         |      | Privatbesitz                               |
| Oberharzer Siedlung (Bockswiese)                                     | 22,5 × 28 cm     | 1940         |      | Privatbesitz                               |
| Pausierender Skiläufer                                               | 72 × 78 cm       | 1940         |      | Heimatstube Altenau                        |
| Rotwild im Wald                                                      | 59 × 63,5 cm     | 1940er       |      | Privatbesitz                               |
| Harznest                                                             | Unbekannt        | 1940er       |      | Unbekannt                                  |
| Zwei Holzhauer im Schnee                                             | 93,5 × 118,2 cm  | 1940         |      | Oberharzer Bergwerksmuseum                 |
| Holzhauer beim Holzwenden                                            | 78,9 × 103,8 cm  | 1940         |      | Oberharzer Bergwerksmuseum                 |
| Porträt eines nach links zuckenden Hirten mit Pfeife mit Rinderherde | 74 × 80 cm       | 1940er       |      | Unbekannt                                  |
| Blick von der Rose auf Altenau                                       | Unbekannt        | 1940er       |      | Unbekannt                                  |
| Sportjugend im Oberharz                                              | 89 × 93,5 cm     | 1941         |      | Heimatstube Altenau                        |
| Harzer Fuhrleute                                                     | 100 × 110 cm     | 1942         |      | Privatbesitz                               |
| Zwei Skiläufer im Oberharz                                           | 58,5 × 66,7 cm   | 1942         |      | Privatbesitz                               |

## Monumentalmalereien
| Ort                                              | Auftraggeber             | Motiv                                         | Format B × H | Jahr    | Bild | Zustand/Bemerkungen                                  |
| ------------------------------------------------ | ------------------------ | --------------------------------------------- | ------------ | ------- | ---- | ---------------------------------------------------- |
| Malepartushütte am Bruchberg                     | Reinecke selbst          | Harzer Typen                                  | Unbekannt    | 1921/22 |      | Die Hütte wurde durch ein Feuer 1929 zerstört.       |
| Jägerhaus der Goslarer Jägerschaft am Sonnenberg | Vorstand der Jägerschaft | Vier Goslarer Jäger auf Skipatrouille         | Unbekannt    | 1936    |      | Auf Anweisung der Britischen Besatzung 1945 übermalt |
| Jägerhaus der Goslarer Jägerschaft am Sonnenberg | Vorstand der Jägerschaft | Fünf Goslarer Jäger auf Patrouille            | Wandfüllend  | 1936    |      | Auf Anweisung der Britischen Besatzung 1945 übermalt |
| Gaststätte Borkenkrug in Torfhaus                | Hugo Spengler            | Harzer Wandergruppe                           | Unbekannt    | 1936    |      | Das Gebäude wurde 1945 zerstört                      |
| Gaststätte Borkenkrug in Torfhaus                | Hugo Spengler            | Wintergäste                                   | Unbekannt    | 1936    |      | Das Gebäude wurde 1945 zerstört                      |
| Speisesaal Silberhütte Lautenthal                |                          | Bergparade von Bergleuten und Hüttenarbeitern | 160 × 500 cm | 1937    |      | Ende der 1970er abgerissen                           |
| Silberhütte Lautenthal                           |                          | Bergparade der Berg und Hüttenleute           | 160 × 250 cm | 1937    |      | Ende der 1970er abgerissen                           |
| Bergschänke zum Goldenen Löwen Hahnenklee        | Schwarze                 | Berg und Hüttenarbeiter                       | 195 × 282 cm | 1937    |      | 2020 abgerissen                                      |
| Bergschänke zum Goldenen Löwen Hahnenklee        | Schwarze                 | Oberharzer Musikanten                         | 195 × 295 cm | 1937    |      | 2020 abgerissen                                      |
| Hotel zum Goldenen Löwen Hahnenklee              | Schwarze                 | Oberharzer Typen                              | 195 × 384 cm | 1937    |      | 2020 abgerissen                                      |
| Sitzungssaal Finanzamt Helmstedt                 | DAF                      | Sechs Männer beim Roden                       | 212 × 128 cm | 1937    |      | 1944 kriegsbeschädigt, 1971 übertüncht               |
| Sitzungssaal Finanzamt Helmstedt                 | DAF                      | Kaiser Lothar mit Gefolge vor Reichsadler     | 212 × 277 cm | 1937    |      | 1944 kriegsbeschädigt, 1971 übertüncht               |
| Sitzungssaal Finanzamt Helmstedt                 | DAF                      | Vier Männer bestellen einen Acker             | 212 × 128 cm | 1937    |      | 1944 kriegsbeschädigt, 1971 übertüncht               |
| Sitzungssaal Finanzamt Helmstedt                 | DAF                      | Stadtansicht Königslutter                     | 212 × 370 cm | 1937    |      | 1944 kriegsbeschädigt, 1971 übertüncht               |
| Sitzungssaal Finanzamt Helmstedt                 | DAF                      | Drei Männer mähen ein Kornfeld                | 212 × 128 cm | 1937    |      | 1944 kriegsbeschädigt, 1971 übertüncht               |
| Sitzungssaal Finanzamt Helmstedt                 | DAF                      | SA-Mann mit Hakenkreuzflagge                  | 212 × 277 cm | 1937    |      | 1945 übermalt                                        |
| Sitzungssaal Finanzamt Helmstedt                 | DAF                      | Bergarbeiter vor Eimerkettenbagger            | 212 × 155 cm | 1937    |      | 1941 kriegsbeschädigt, 1971 übertüncht               |
| Sitzungssaal Finanzamt Helmstedt                 | DAF                      | Burg Warberg                                  | 212 × 158 cm | 1937    |      | 1941 kriegsbeschädigt, 1971übertüncht                |
| Erzbergwerk Rammelsberg Goslar                   | Bergrat Hast             | Feierabend der Bergleute                      | 320 × 800 cm | 1938    |      | Erhalten                                             |
| Erzbergwerk Rammelsberg                          | Bergrat Hast             | Frühstückspause im Rammelsberg                | 100 × 170 cm | 1938    |      | 2025 durch Feuer zerstört                            |
| Erzbergwerk Rammelsberg Goslar                   | Bergrat Hast             | Berglehrling                                  | 100 × 170 cm | 1938    |      | 2025 durch Feuer zerstört                            |

## Druckgraphiken
| Beschreibung                            | Typ und Format B × H             | Jahr      | Bild | Verbleib/Bemerkungen                       |
| --------------------------------------- | -------------------------------- | --------- | ---- | ------------------------------------------ |
| Werbeplakate für Reifen von Continental | Farblithographie, Maße unbekannt | 1921–1922 |      | Technische Informationsbibliothek Hannover |
| Skihütte                                | Steinzeichnungen, 14,2 × 14,2 cm | 1923      |      | Goslarer Museum, Auflage von 150 Stück     |
| Reusenflicker                           | Holzschnitt 16,8 × 14,8 cm       | 1930er    |      | Privatbesitz                               |
| Oberharzer Kiepenträger                 | Holzschnitt 15,8 × 15,8 cm       | 1930er    |      | Heimatstube Altenau                        |
| Porträt eines Skiläufers                | Lithographie 19,3 × 18,3 cm      | 1930er    |      | Privatbesitz                               |
| Oberharzer Siedlung                     | Steindruck 11,8 × 13,4 cm        | 1923      |      | Goslarer Museum, Auflage von 150 Stück     |
| Blick vom Bruchberg auf den Achtermann  | Steindruck 13 × 15,3 cm          | 1923      |      | Goslarer Museum, Auflage von 150 Stück     |
| Blick auf den Brocken                   | Steindruck 10 × 15 cm            | 1923      |      | Goslarer Museum                            |
| Blick auf den Wurmberg                  | Steindruck 11,9 × 12,3 cm        | 1923      |      | Goslarer Museum                            |
| Blick durch Fichtenwald auf Brocken     | Steindruck 13,5 × 11,6 cm        | 1923      |      | Privatbesitz                               |
| Neujahrskarte                           | Linolschnitt 16,5 × 11,5 cm      | 1930er    |      | Goslarer Museum                            |
| Porträt Walter Spengler                 | Holzschnitt 27,5 × 18 cm         | 1930er    |      | Heimatstube Altenau                        |
| Töpfer                                  | Holzschnitt, Maße Unbekannt      | 1931      |      | Unbekannt                                  |
| Zimmerleute                             | Holzschnitt, Maße unbekannt      | 1931      |      | Unbekannt                                  |

## Literarische Werke
- Harzheimat. Das Heimatbuch eines Malers. Verlag F. A. Lattmann, Goslar 1924.
- Adolf Ey: Harzerblut. Ein ernst u. schnurrig Buch. Mit Abbildungen von Karl Reinecke-Altenau. Helwing’sche Verlagsbuchhandlung, Hannover [1927].
- Die reiche Barbara. Ein Bermannsroman aus dem Oberharz. Verlag „Der Harz“, Magdeburg 1937.
- Berggeselle Behm. Bergeisen und Muskete – die Kriegsfahrten des Berggesellen Behm. Ein Roman aus der Zeit um den Dreißigjährigen Krieg. Erstausgabe. Hrsg. und Verlag: Arbeitsgemeinschaft für Heimatkunde der Bergstadt Altenau-Schulenberg e.V., Altenau 2018, ISBN 978-3-00-058913-3.
- Die Schwalben von Toledo. Kurzgeschichten und Gedichte aus dem Harzheimatland und weit darüber hinaus. Erstausgabe. Hrsg. und Verlag: Arbeitsgemeinschaft für Heimatkunde der Bergstadt Altenau-Schulenberg e.V., Altenau 2020, ISBN 978-3-00-066955-2.